# 현이와 덕이 오마쥬 1
《현이와 덕이 오마쥬 1》는 2015년 6월 10일 유리상자의 박승화와 여성 싱어송라이터 김희진이 듀엣을 구성해 발매한 싱글 음반이다.
'오마쥬 현이와 덕이'는 요절한 싱어송라이터 장현 · 장덕 남매, 즉 현이와 덕이의 사망 25주기를 맞아 음원, 영화, 뮤지컬 등을 막론, 장현 · 장덕 남매를 재조명하는 사업을 뜻하며 《현이와 덕이 오마쥬 1》은 음원으로서의 그 첫번째 사업에 해당된다. 이 앨범에서 박승화와 김희진은 혼성 듀엣을 구성, 어코스틱 기타와 함께 노래하며 마치 현이와 덕이를 연상하게 만든다.
'오마쥬 현이와 덕이' 사업은 현이와 덕이의 데뷔 때부터 그들이 사망하는 날까지 매니저로서 함께 했던 김철한이 총괄 프로듀서를 맡았다. 김철한 프로듀서에 의하면 현이와 덕이의 주옥같은 유작들이 300곡이 넘는다고 한다. 그래서 이미 발표되었던 노래는 물론, 미발표작들까지 묻혀진 진주들을 발굴해 한곡 한곡 싱글로 리메이크할 계획이라고 한다.

## 곡 목록
- 다음 곡들은 모두 장덕 작사/작곡이다.

1. "나의 공주님" (장덕 작사 / 장덕 작곡) - 03:51
2. "순진한 아이" (장덕 작사 / 장덕 작곡) - 04:07